# Correbia obscura
Correbia obscura är en fjärilsart som beskrevs av William Schaus 1905. Correbia obscura ingår i släktet Correbia och familjen björnspinnare. Inga underarter finns listade i Catalogue of Life.